# Courmont
|  | Per a altres significats, vegeu «Courmont (Aisne)». |

Courmont és un municipi francès al departament de l'Alt Saona i a la regió de Borgonya - Franc Comtat. L'any 2007 tenia 104 habitants.

## Història

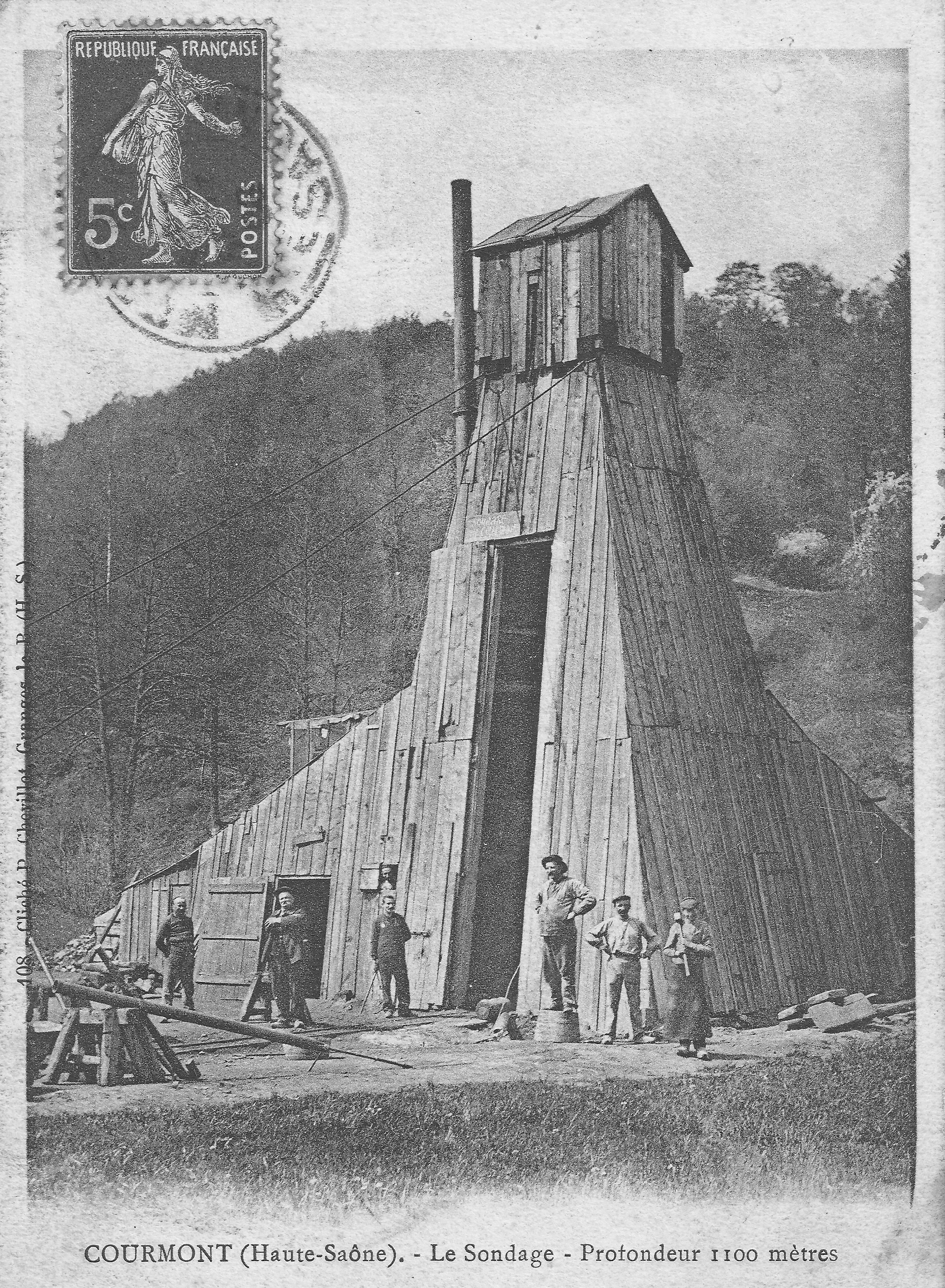
El sondatge de Courmont.

A l'edat mitjana Courmont era un feu de Granges. El poble va quedar definitivament unit al Regne de França el 1678, com tot el Franc Comtat, amb el Tractat de Nimega.
El 1808 els municipis de Courmont i Lemontot es van fusionar amb el de Lomont, però Courmont va recuperar la seva autonomia municipal el 1831.
Després de l'excavació d'un sondeig positiu a Lomont i malgrat un altre amb resultat negatiu a la població, l'any 1904 es va concedir una concessió de 2.336 ha a l'empresa de recerca del carbó entre Montbéliard i Villersexel per a l'explotació d'un jaciment de carbó que s'estén fins al sud del pou Arthur-de-Buyer, explotat per les mines de carbó de Ronchamp. Però no hi havia mineria de carbó. S'establí un altre sondatge a la població, no va trobar aquest jaciment.

## Demografia

### Població
El 2007 la població de fet de Courmont era de 104 persones. Hi havia 44 famílies, de les quals 12 eren unipersonals (4 homes vivint sols i 8 dones vivint soles), 20 parelles sense fills i 12 parelles amb fills.
La població ha evolucionat segons el següent gràfic:

### Habitatges
El 2007 hi havia 58 habitatges, 46 eren l'habitatge principal de la família, 9 eren segones residències i 3 estaven desocupats. Tots els 57 habitatges eren cases. Dels 46 habitatges principals, 43 estaven ocupats pels seus propietaris, 2 estaven llogats i ocupats pels llogaters i 1 estava cedit a títol gratuït; 1 tenia una cambra, 4 en tenien dues, 8 en tenien tres, 9 en tenien quatre i 24 en tenien cinc o més. 41 habitatges disposaven pel capbaix d'una plaça de pàrquing. A 18 habitatges hi havia un automòbil i a 22 n'hi havia dos o més.

### Piràmide de població
La piràmide de població per edats i sexe el 2009 era:
| Homes | Edats   | Dones |
| ----- | ------- | ----- |
| 0     | 95 o +  | 0     |
| 0     | 90 a 94 | 0     |
| 0     | 85 a 89 | 4     |
| 0     | 80 a 84 | 0     |
| 4     | 75 a 79 | 0     |
| 8     | 70 a 74 | 0     |
| 0     | 65 a 69 | 8     |
| 8     | 60 a 64 | 0     |
| 0     | 55 a 59 | 0     |
| 8     | 50 a 54 | 0     |
| 8     | 45 a 49 | 8     |
| 0     | 40 a 44 | 4     |
| 4     | 35 a 39 | 4     |
| 4     | 30 a 34 | 4     |
| 0     | 25 a 29 | 0     |
| 0     | 20 a 24 | 0     |
| 12    | 15 a 19 | 4     |
| 4     | 10 a 14 | 0     |
| 4     | 5 a 9   | 0     |
| 0     | 0 a 4   | 0     |

## Economia
El 2007 la població en edat de treballar era de 68 persones, 51 eren actives i 17 eren inactives. De les 51 persones actives 47 estaven ocupades (25 homes i 22 dones) i 4 estaven aturades (2 homes i 2 dones). De les 17 persones inactives 7 estaven jubilades, 3 estaven estudiant i 7 estaven classificades com a «altres inactius».
Activitats econòmiques
Dels 2 establiments que hi havia el 2007, 1 era d'una empresa de construcció i 1 d'una empresa d'hostatgeria i restauració.
Dels 2 establiments de servei als particulars que hi havia el 2009, 1 era una fusteria i 1 restaurant.

## Poblacions properes
El següent diagrama mostra les poblacions més properes.